# Axonolaimus tenuicollis
Axonolaimus tenuicollis är en rundmaskart som beskrevs av Allgen 1947. Axonolaimus tenuicollis ingår i släktet Axonolaimus och familjen Axonolaimidae. Inga underarter finns listade i Catalogue of Life.